# Muribenua
Muribenua ist ein Ort im südlichen Teil des pazifischen Archipels der Gilbertinseln nahe dem Äquator im Staat Kiribati mit einer Landfläche von 0,17 km². 2020 wurden 264 Einwohner gezählt.

## Geographie
Muribenua ist der nördlichste Ort der Insel Nikunau. Nördlich schließt sich der Flugplatz Nikunau an. Im Ort gibt es das Muribenua Maneaba, ein traditionelles Versammlungshaus. Östlich des Ortes liegen zwei der hypersalinen Seen, die Reste der einstigen Lagune: Tabakea Pond und Bekubeku Pond. 

## Klima
Das Klima ist tropisch heiß, wird jedoch von ständig wehenden Winden gemäßigt. Ebenso wie die anderen Orte der südlichen Gilbertinseln wird Muribenua gelegentlich von Zyklonen heimgesucht.